# Daitari
Daitari es una ciudad censal situada en el distrito de Kendujhar en el estado de Odisha (India). Su población es de 4065 habitantes (2011). Se encuentra a 80 km de Cuttack y a 101 km de Bhubaneswar.

## Demografía
Según el censo de 2011 la población de Daitari era de 4065 habitantes, de los cuales 2162 eran hombres y 1903 eran mujeres. Daitari tiene una tasa media de alfabetización del 82,81%, superior a la media estatal del 72,87: la alfabetización masculina es del 92,36%, y la alfabetización femenina del 71,74%. 